# Hamoud Ameur
Hamoud Ameur (6 de janeiro de 1932) é um ex-maratonista profissional francês.
Hamoud Ameur venceu a Corrida Internacional de São Silvestre, em 1962.